# Tomáš Smetánka
Tomáš Smetánka (* 1959) ist ein tschechischer Diplomat.

## Werdegang
Von 1978 bis 1983 studierte Smetánka im Fachbereich Orientalische und Afrikanische Studien der Fakultät für Philosophie und Kunst der Karls-Universität in Prag. Einen postgradualen Kurs in Arabisch absolvierte er von 1983 bis 1984 an der Universität Kairo. 1990 nahm er am Times Mirror Fellowship Program for Central European Journalists des Times Mirror Center in Washington, D.C. teil.
Smetánka arbeitete von 1985 bis 1988 als Übersetzer und Dolmetscher, von 1988 bis 1989 als Fremdsprachenlehrer und von 1990 bis 1993 als Journalist und Chefredakteur der Lidové noviny. 1993 begann er für das tschechische Außenministerium zu arbeiten und wurde 1994 Direktor der Abteilung Mittlerer Osten und Nordafrika. 1996 erhielt Smetánka seinen ersten Botschafterposten in Jordanien.
2001 wechselte Smetánka als tschechischer Botschafter in die Volksrepublik China, wo er bis 2004 blieb. Hier war er auch als tschechischer Botschafter in Nordkorea akkreditiert. Von 2004 bis 2008 war Smetánka tschechischer Botschafter in Südkorea. Von 2008 bis 2009 arbeitete er als Koordinator für den Mittleren Osten und Nordafrika der EU-Ratspräsidentschaft in der Ständigen Vertretung der Tschechischen Republik bei der Europäischen Union in Brüssel. 2009 kehrte Smetánka nach Prag zurück und wurde wieder Direktor der Abteilung Mittlerer Osten und Nordafrika im Außenministerium.
Im Oktober 2011 trat Smetánka seinen Posten als tschechischer Botschafter für Indonesien an. Hier hatte er zusätzliche Akkreditierungen für die ASEAN (Akkreditierung: 27. Juni 2012), Brunei, Osttimor und Singapur (Akkreditierung: 29. Dezember 2011). Die Dienstzeit endete am 19. Juli 2015.
Am 7. November 2019 übergab Smetánka seine Akkreditierung als tschechischer Botschafter in Pakistan.

## Sonstiges
Smetánka spricht neben Tschechisch Englisch, Arabisch, Französisch und Russisch. Er ist verheiratet und hat drei Kinder.